# 3 x te
3 x te è un album compilation, pubblicato dall'etichetta discografica Sony Music il 10 dicembre 2010.
Si tratta di una raccolta di quattro brani già editi di Anna Tatangelo e Gigi D'Alessio, più due inediti, sempre scritti da D'Alessio, che segnano il debutto come cantante di Valeria Marini.
Il progetto è a scopo benefico, parte del ricavato è devoluto, infatti, a favore delle associazioni Noi come voi ONLUS, Doppia difesa ONLUS e Amri ONLUS.

## Tracce
1. Gigi D'Alessio – Non riattaccare – 4:33 (Gigi D'Alessio)
2. Gigi D'Alessio – Un manuale d'amore – 3:25 (Gigi D'Alessio)
3. Anna Tatangelo – Profumo di mamma – 3:37 (Gigi D'Alessio, Adriano Pennino)
4. Anna Tatangelo – Adesso – 3:33 (Gigi D'Alessio, Adriano Pennino)
5. Valeria Marini – Amare amare amare – 3:57 (Gigi D'Alessio)
6. Valeria Marini – Seduzione di donna – 3:57 (Gigi D'Alessio)